# فردیناند فوش
مارشال فردیناند فوش (زاده ۲ اکتبر ۱۸۵۱ – درگذشته ۲۰ مارس ۱۹۲۹) جنرالیسیمو ارتش فرانسه در جریان جنگ جهانی اول بود.
با شروع جنگ جهانی اول در اوت ۱۹۱۴، سپاه بیستم که تحت فرماندهی فوش قرار داشت، عملیات ناموفقی برای هجوم به خاک آلمان به انجام رسانید. با این حال، چند ماه بعد موفق شد پیشروی ارتش آلمان در نانسی را متوقف نماید. فوش سپس نیروهای فرانسوی را برای دفاع از پاریس رهبری کرد و توانست در نبرد اول مارن، نیروهای آلمانی را شکست دهد. او سپس به فرماندهی لشکر نهم فرانسه برگزیده شد. او سپس مدتی بعد در شمال فرانسه با نیروهای بریتانیایی در نبرد سم همکاری کرد. در پایان سال ۱۹۱۶ میلادی فوش به دلیل تهاجمات ناموفق علیه آلمان و نیز رقابت‌های سیاسی، از کار برکنار شد.
او در ۱۹۱۷ دوباره در سمتش ابقا شد و این بار به فرماندهی کل قوای فرانسه رسید. فوش در بهار ۱۹۱۸ به فرمانده کل قوای متفقین تبدیل شد. او نقشی اساسی در شکست آلمانی‌ها در نبرد دوم مارن و نجات یافتن پاریس ایفا کرد.
در ۱۱ نوامبر ۱۹۱۸، فوش درخواست آلمانی‌ها را برای آتش‌بس پذیرفت. فوش خواهان آن بود که مفاد پیمان طوری تنظیم شود که آلمان دیگر هیچ‌گاه تهدیدی برای فرانسه نباشد اما در عمل این اتفاق نیافتاد. او پیش‌بینی کرده بود: پیمان ورسای یک صلح نیست بلکه آتش‌بسی ۲۰ ساله است.
این سخن او بعدها درست از آب درآمد، زمانی که جنگ جهانی دوم، ۲۰ سال و ۶۵ روز بعد به وقوع پیوست.